# ホルニー・リデチ - ビルニツェ線
ホルニー・リデチ～ビルニツェ線（チェコ語: Železniční trať Horní Lideč – Bylnice）は、チェコ国鉄の鉄道線の名称である。路線番号は283。1928年に開業した。2020-24年度は、路線番号がフラニツェ・ナ・モラヴェ - プーホフ線と同じ280であった。

## 運行形態

### 定期列車
- フセチーン - ホルニー・リデチ - ビルニツェ　　※アリヴァ列車による運行
3時間に1本程度の運行。午前中は原則ヴァラシスケー・クロボウキ以東のみの運行。午後は本数が増える。ホルニーリデチ以東は280号線に直通する。
2019年以前はチェコ鉄道による運行で、一日4往復を除きホルニー・リデチ止まりであった。2019年末に一日5往復に増発され、2020年末に現在の本数となった。

- ビルニツェ - ホルニー・リデチ ( - ストルジェルナー)　　※アリヴァ列車による運行
全て各駅停車で、上記フセチーン発着列車と合わせて2時間に1本程度の運行。一日2-7往復がストルジェルナーに乗り入れる。
過去の運行形態
2017年以前は、一日4.5往復が、341号線のヴラールスキー・プルースミクまで直通していた他、ストルジェルナーには乗り入れていなかった。
2017年末に341号線との直通がなくなった。
2020年末に、多数の列車がフセチーン発着となった他、ストルジェルナーへの直通を開始し、ホルニー・リデチ止まりの列車が大幅に減った。

### 臨時列車
- 聖ホスティーン巡礼列車
大晦日の夜、ビルニツェ - ホルニー・リデチ - ビストルジツェ間に、年1往復の運行。ホルニー・リデチ以北は280号線に直通する。各駅停車。

## 駅一覧
以下では、チェコ国鉄283号線の駅と営業キロ、停車列車、接続路線などを一覧表で示す。なお、全て各駅停車である。
| 路線名 | 駅名                             | 駅間営業キロ | 累計営業キロ | 接続路線 | 所在地     | 所在地       |
| ------ | -------------------------------- | ------------ | ------------ | -------- | ---------- | ------------ |
| 283    | ビルニツェ駅                     | -            | 0.0          | 341号線  | ズリーン州 | ズリーン郡   |
| 283    | ブルモフ中央駅                   | 3.8          | 3.8          |          | ズリーン州 | ズリーン郡   |
| 283    | ブルモフ駅                       | 1.4          | 5.2          |          | ズリーン州 | ズリーン郡   |
| 283    | ナーヴォイナー駅                 | 1.0          | 6.2          |          | ズリーン州 | ズリーン郡   |
| 283    | ヴァラシスケー・クロボウキ駅     | 5.9          | 12.1         |          | ズリーン州 | ズリーン郡   |
| 283    | ポテチ駅                         | 2.0          | 14.1         |          | ズリーン州 | ズリーン郡   |
| 283    | ヴァラシスケー・プルジーカズィ駅 | 2.1          | 16.2         |          | ズリーン州 | フセチーン郡 |
| 283    | ホルニー・リデチ駅               | 2.9          | 19.1         | 280号線  | ズリーン州 | フセチーン郡 |